# كامكار
فرقة كامكار أو كامكاران (بالكردية: کامکاران، Kamkaran)‏ (بالفارسية: کامکارها) عائلة كُردِية مكونة من سبعة أشقاء وشقيقة، من مدينة سنندج، عاصمة محافظة كردستان، إيران. قدمت الفرقة العديد من الحفلات الموسيقية في جميع أنحاء العالم، بما في ذلك أدائهم في حفل جائزة نوبل للسلام 2003 تكريمًا لشيرين عبادي.

## أعضاء المجموعة

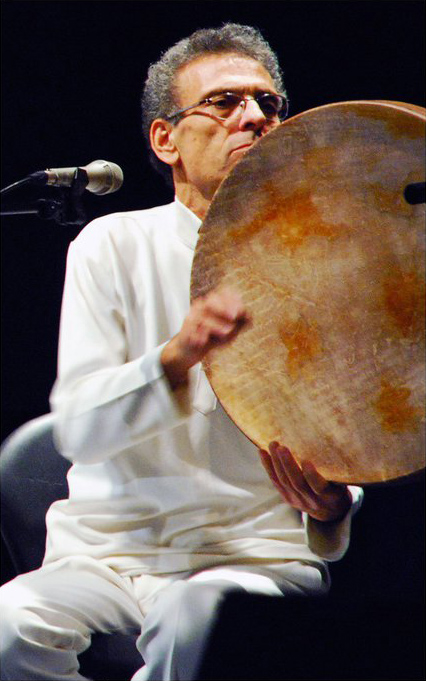
بيجن كامكار

- هوشانغ كامكار - (مخرج وملحن المجموعة)
- بيجن كامكار - (المغني الرئيسي و القطران ، رباب ، كاسور ، الدهل و داف لاعب)
- باشانج كامكار - (لاعب سانتور ).
- غاشانغ كامكار - (لاعب ستار ).
- أرجانج كامكار - (لاعب تونباك )
- أرسلان كامكار - ( باربات، عازف العود والكمان )
- اردشير كامكار - ( كمنجة و غايشاك لاعب)
- أردافان كامكار - (لاعب سانتور )
- نجمة تاجدود - (مطرب)
- مريم إبراهيم بور - (مطربة)
- سابا كامكار - (مطرب)
- هنا كمكار - (داف)
- نيريز كامكار - (لاعب تار )
- أوميد لطفي - (لاعب ستار ).

## ديسكغرفي

### ألبومات
- زردي خزان
- بحران وعابيدار
- في ذكرى حافظ
- شاباهينجام
- برانة
- داريا
- في ذكرى سابا
- أفسانة سرزامين بيداري
- Living Fire (16 يناير 1996) -
- العندليب ذو الجناح المكسور (11 مارس 1997) -
- ترانيم الطبول (10 أغسطس 1999) -
- كاني سيبي (17 أغسطس 1999) -
- موسيقى من كردستان (24 آب 1999) -
- جول نيشان (؟ )
- بيابان بيكاران
- خورشيد ماستن

### التجميعات
- بيرشنغ / المغني: عباس قمندي
- أورمان / المطرب: عباس قمندي
- النشقيبة / المطرب: همايون شجريان
- إمشو / المغني: عدنان كريم
- دار كلستان / المغني: شهرام ناصري

## روابط خارجية
- الموقع الرسمي لفرقة كامكار
- موقع كامكرز في الكرشمة
- The Kamkars ، Guardian Unlimited
- سيلير: أغنية لكمكار
- نموذج 1
- نموذج 2
- أغنية جيدة جدا لهذه العائلة